# سی مصطفی
سی مصطفی شهری است از توابع ناحیه یسر در استان بومرداس، الجزایر و یکی از شهرداری‌های الجزایر به‌شمار می‌رود. در زمان سرشماری سال ۱۹۹۸، جمعیت این شهر ۹٬۰۱۵ نفر اعلام شد.
این محل پیش‌تر با نام بلاد گیتون (Blad Guitoune) به‌معنای «سرزمین چادر» شناخته می‌شد، اما در سال ۱۸۹۹ در دوره الجزایر فرانسه، به افتخار رئیس‌جمهور وقت فرانسه، فلیکس فوره، به فلیکس-فوره (Félix-Faure) تغییر نام داد.
پس از استقلال الجزایر در سال ۱۹۶۲، این منطقه به افتخار مبارز ارتش آزادی‌بخش میهنی الجزایر، محمد سعودی، که در ۲۵ نوامبر ۱۹۵۸ در نزدیکی همین محل در نبرد کشته شد، *سی مصطفی* نام گرفت که برگرفته از نام جنگی او بود.
یک آرامگاه یادمانی هشت‌ضلعی مربوط به قرن چهارم میلادی که پیش‌تر در این منطقه قرار داشت، در سال ۱۹۰۵ تخریب شد.

## تاریخ
- نبرد نخست یسر (۱۸۳۷)